# Günter Hermann
Günter Hermann (* 5. Dezember 1960 in Rehburg) ist ein ehemaliger deutscher Fußballspieler. Als Mitglied der deutschen Fußballnationalmannschaft wurde er Fußballweltmeister 1990.

## Spielerkarriere

### Verein
Günter Hermann spielte in der Fußball-Bundesliga für Werder Bremen und die SG Wattenscheid 09, in der 2. Fußball-Bundesliga für Hannover 96. Mit Werder wurde er 1988 Deutscher Meister und 1991 DFB-Pokalsieger. 1992 gewann er mit Bremen zudem den Europapokal der Pokalsieger.
1982 stieß Hermann in den Profikader von Werder Bremen. Am 17. Spieltag, dem 11. Dezember 1982, kam er dann zu seinem Profidebüt in der 1. Liga. Beim 2:1-Sieg gegen den VfL Bochum wurde der Defensivspieler in der 76. Minute für Michael Böhnke eingewechselt. Dieser Einsatz blieb sein einziger in seinem ersten Profijahr. Auch in der Folgesaison absolvierte Hermann nur eine Partie. Während der Spielzeit 1984/85 spielte er sich dann aber immer mehr in die Stammmannschaft, streifte sich 31-mal das grün-weiße Trikot über, war aber mit 20 Ein- beziehungsweise Auswechselungen eher noch Ergänzungsspieler. Außerdem erzielte Hermann gegen den 1. FC Kaiserslautern am 14. Spieltag seinen ersten Bundesligatreffer, als er zum 2:0 traf. Die Partie endete 2:2. In den kommenden Jahren erspielte sich Hermann einen Platz als Stammspieler und Leistungsträger der Norddeutschen. In der Saison 1987/88 gewann er mit Bremen die deutsche Meisterschaft, zwei Jahre später, 1991, stand er mit seinem Team im Finale um den DFB-Pokal. Im Endspiel gegen den 1. FC Köln wurde Hermann in der 75. Minute beim Stand von 1:1 gegen Gunnar Sauer ausgewechselt. Nach 90. Minuten und Verlängerung stand noch kein Sieger fest, so dass das Elfmeterschießen den Sieger hervorbringen musste. Dort sicherten sich die Bremer den Sieg und waren im folgenden Jahr zum Start für den internationalen Wettbewerb um den Europapokal der Pokalsieger qualifiziert. Bei diesem sorgte die Werdermannschaft für Aufsehen, bezwang Ferencváros Budapest, Galatasaray Istanbul und den FC Brügge, ehe sie im Finale auf den AS Monaco traf und auch diesen mit 2:0 bezwingen konnte. Allerdings war Hermann bei diesem Sieg nicht auf dem Feld und sah das Spiel nur als Zuschauer. 1993 hätte er zum zweiten Mal mit den Hanseaten Deutscher Meister werden können, absolvierte in der Hinrunde aber nur fünf Spiele und entschied sich im November 1992 deshalb für einen Wechsel zur SG Wattenscheid 09.
Dort hatte er dann am 5. Dezember, dem 16. Spieltag, sein Debüt für die Bochumer gegen den Karlsruher SC. Bis zum Ende der Saison kamen 16 weitere Spiele dazu. Bei der 0:3-Niederlage gegen den 1. FC Köln am 27. März 1993 erhielt Hermann nach bereits 28 Minuten seine erste und einzige rote Karte, fiel dadurch aber nur zwei Spieltage aus. In der neuen Saison blieb der Mittelfeldspieler nur noch ein halbes Jahr bei den Wattenscheidern und wechselte in der Winterpause der Saison 1993/94 in die 2. Liga zu Hannover 96, wo er Stammspieler wurde und 19 Partien bestritt. Auch das Jahr darauf verlief gut für ihn und er bekam regelmäßig Spielzeit. In der Saison 1995/96 hatte er dann mit kleineren Verletzungen zu kämpfen sowie mit Spielern wie Reinhold Daschner, Marco Dehne und Andreas Winkler größere Konkurrenz, was dazu führte, dass er es bis zur Winterpause auf lediglich vier Einsätze brachte. Sein letztes Profispiel bestritt Hermann am 7. November 1995 gegen die SpVgg Unterhaching, als er über die vollen 90. Minuten auf dem Platz stand. Am Ende der Saison beendete er seine Profikarriere offiziell.

### Nationalmannschaft
In der Nationalmannschaft spielte er von 1988 bis 1990 zwei Mal und wurde, ohne ein Spiel bei der WM bestritten zu haben, bei der Fußball-Weltmeisterschaft 1990 in Italien Weltmeister. Sein erstes Spiel bestritt Hermann am 21. September 1988 gegen die UdSSR beim 1:0-Sieg in einem Freundschaftsspiel. Eineinhalb Jahre wartete er dann auf seinen zweiten und letzten Einsatz, Deutschland gewann am 30. Mai 1990 mit 1:0 gegen Dänemark. Hermann wurde in der zweiten Halbzeit für Thomas Häßler eingewechselt.
Obwohl er bei der Weltmeisterschaft 1990 keinen Einsatz hatte, wurde er als Weltmeister – zusammen mit dem aufgebotenen Kader – mit dem Silbernen Lorbeerblatt ausgezeichnet.

### Wissenswertes
In seiner Zeit bei Werder Bremen war Hermann ein klassischer Wechselspieler. In 231 Ligapartien für die Grün-Weißen wurde er 60-mal ein- und 29-mal ausgewechselt. Am 9. August 1985, dem ersten Spieltag der Saison 1985/86, wurde er gegen den FC Schalke 04 sowohl ein- als auch ausgewechselt. Bereits in der fünften Minute wechselte ihn Trainer Otto Rehhagel für Benno Möhlmann ein, ehe er Hermann in der 59. Minute wieder austauschte und Thomas Wolter ins Spiel brachte. Also war er in insgesamt 88 Partien an einem Wechsel beteiligt.

## Trainerkarriere
Von 2001 bis 2014 war Günter Hermann Trainer des VSK Osterholz-Scharmbeck, er führte diese Mannschaft aus der Bezirksliga in die Oberliga Nord. Im Januar 2014 wurde er vom VSK freigestellt und war ab Mai 2014 Trainer des FC Oberneuland. Nachdem er diesen Posten 2015 zunächst aufgegeben hatte, wurde er im Frühjahr 2017 im Alter von 56 Jahren noch einmal als Interimstrainer eingestellt.

## Erfolge

### Nationalmannschaft
- Weltmeister: 1990 (ohne Einsatz)

### Verein

#### SV Werder Bremen
- Europapokal der Pokalsieger: 1992
- Deutscher Meister: 1988, 1993
- Deutscher Pokalsieger: 1991
- Deutscher Vizemeister (3): 1983, 1985, 1986
- DFB-Pokal-Finalist: 1989, 1990

## Trivia
Seit 1996 ist Günter Hermann zudem Inhaber eines Sportfachgeschäfts in Osterholz-Scharmbeck.
An der Torwand des ZDF Sportstudios erzielte Hermann am 7. Mai 1984 fünf Treffer.